# Burg Sinzenich
Die Wasserburg Burg Sinzenich steht zwischen Sinzenich und Linzenich, beides Stadtteile von Zülpich im Kreis Euskirchen in Nordrhein-Westfalen am Rotbach. Sie hat die Adresse Zülpich-Sinzenich, Ritterstr. 19.
Zwischen dem 13. und 15. Jahrhundert ist eine adlige Familie von Sinzenich nachweisbar. Ab 1374 waren die Herren von Gertzen Burgeigentümer. Sie wurden ab 1380 vom Herzog mit der Burg belehnt. 1500 wurde Sinzenich zur Unterherrschaft erhoben. Der erste Unterherr, ein Wirich von Gertzen gen. Sinzenich, baute die Burg großzügig aus. Sein Vater wohnte damals in der Burg Langendorf. Der letzte Herr zu Sinzenich war Johann von Gertzen, ein jülicher Rittmeister und kaiserlicher Oberst. Seine Erbtochter Agnes brachte die Burg 1653 an ihren Gatten Arnold von Elverfeld. 1667 erhielt sie deren Schwiegersohn Johann Heinrich von Holtrop zu Irnich. Durch ein Erdbeben im Jahre 1755 wurde die Burg erheblich beschädigt. Dadurch stürzte 1769 das Herrenhaus ein und wurde nicht wieder aufgebaut. Durch Vererbung wechselten die Besitzer mehrfach. Die von Mosbach begannen, neben der Ruine der alten Burg ein Herrenhaus zu bauen, welches aber nie vollendet wurde. 1794 gingen die Privilegien verloren und 1835 wurde die Burg aus den Matrikeln der landtagsfähigen preußischen Rittergüter gestrichen. Die Ländereien wurden parzelliert. Die restlichen Gebäude kamen in bürgerliche Hände. Mehrere Brände legten 1895 alles in Schutt und Asche. Ein Zülpicher Fabrikant baute den ehemaligen Südwestflügel der mittelalterlichen Vorburg neu. Ein Teil des Vorburggrabens wurde wieder mit Wasser gefüllt.
Die ehemals dreiflügelige Vorburg war seitlich zugängig. Sie ist bis auf ihren an der Inselgestalt noch ablesbaren Grundriss und einige Mauern verschwunden. Die Herrenhausruine steht östlich der Vorburg in einem heute verlandeten Weiher.
Die Burg wurde am 24. September 1981 unter Nummer 3 in die Denkmalliste der Stadt Zülpich eingetragen.